# Иншаковка
Иншаковка — деревня Троекуровского сельсовета Лебедянского района Липецкой области.
Стоит на правом берегу реки Красивой Мечи. Чуть ниже по течению на том же берегу находится деревня Красивая Меча.
Возникла, видимо, как отселок из села Тютчево, которое прежде называлось Иншаково. Отсюда и название деревни. В документах 1782 года упоминаются одновременно село Иншаково и деревня Малая Иншаковка.

## Население
| 2010 |
| ---- |
| 16   |